# Supertonic: Mixes
Supertonic: Mixes — второй альбом ремиксов американской певицы Дайаны Росс, выпущенный 29 мая 2020 года на лейбле Motown Records. Продюсером выступил диджей Эрик Каппер, именно его ремиксы представлены а альбоме.
Четыре трека из альбома были выпущены в качестве синглов, все они возглавили чарт Billboard Dance Club Songs.

## Список композиций
| №                   | Название                        | Автор(ы)                       | Длительность |
| ------------------- | ------------------------------- | ------------------------------ | ------------ |
| 1.                  | «I’m Coming Out / Upside Down»  | Найл Роджерс, Бернард Эдвардс  | 3:06         |
| 2.                  | «Love Hangover»                 | Мэрилин Маклеод, Пэм Сойер     | 3:48         |
| 3.                  | «The Boss»                      | Николас Эшфорд, Валери Симпсон | 3:41         |
| 4.                  | «Surrender»                     | Николас Эшфорд, Валери Симпсон | 3:07         |
| 5.                  | «Ain’t No Mountain High Enough» | Николас Эшфорд, Валери Симпсон | 4:05         |
| 6.                  | «No One Gets The Prize»         | Николас Эшфорд, Валери Симпсон | 5:20         |
| 7.                  | «It’s My House»                 | Николас Эшфорд, Валери Симпсон | 4:41         |
| 8.                  | «Touch Me In The Morning»       | Майкл Массер, Рон Миллер       | 4:20         |
| 9.                  | «Remember Me»                   | Николас Эшфорд, Валери Симпсон | 3:43         |
| Общая длительность: | Общая длительность:             | Общая длительность:            | 35:54        |

## Чарты
| Чарт (2020)                               | Высшая позиция |
| ----------------------------------------- | -------------- |
| Великобритания (UK Album Downloads Chart) | 11             |
| Великобритания (UK Dance Albums Chart)    | 3              |
| Великобритания (UK Vinyl Albums Chart)    | 40             |
| США (Billboard Top Current Album Sales)   | 66             |